# Christo Stantschew (Maler)
Christo Stantschew Krussew, (bulgarisch Христо Станчев; * 1. Juni 1870 in Sweschen; † 4. Juni 1950 in Sofia) war ein bulgarischer Maler.

## Leben

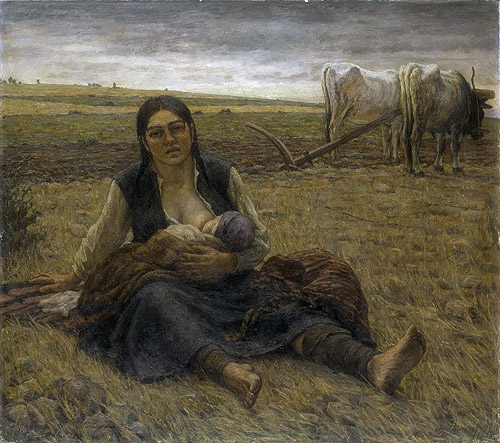
Auf dem Feld, 1937

Stantschew studierte in Wien, Florenz sowie München.
Er malte im Stil des kritischen Realismus. Die Motive seiner Werke zeigten häufig das Leben und Leiden einfacher Menschen. Er schuf auch Landschaftsbilder. Stantschew wurde mit dem Dimitrow-Preis ausgezeichnet.

## Werke (Auswahl)
- Großvater Njagol, 1904
- Dienstmädchen, 1934
- Auf dem Feld, 1937